# Anne-Antoine-Jules de Clermont-Tonnerre
Anne Antoine Jules de Clermont-Tonnerre (París, 1 de de enero de 1749 - Toulouse, 21 de febrero de 1830) fue un hombre de la Iglesia, obispo, arzobispo y cardenal francés, luego Duque y par de Francia.

## Biografía

### Orígenes y juventud
Segundo hijo de Jules Charles Henri, duque de Clermont-Tonnerre (Jules Charles Henri de Clermont-Tonnerre) y Marie Anne Julie Le Tonnelier de Breteuil. Después de estudiar teología en La Sorbonne, al final de los cuales recibió un doctorado, se convirtió en vicario general de Besançon durante cinco años.
Abad de Montier-en-Der, en la diócesis de Châlons. Diputado de la segunda orden de la Asamblea del Clero en 1772, se convirtió en miembro de la Academia de Besançon, en 1779. En su discurso de inauguración, alabando a los medios impresos, proclama a Johannes Gutenberg benefactor de la humanidad.

### Episcopado y exilio
El 25 de febrero de 1782, fue ordenado obispo de Châlons-en-Champagne.
Habiendo sido presentada su candidatura por el Rey de Francia el 23 de diciembre de 1781. Consagrada el 14 de abril de 1782, en el noviciado dominicano de París, por Alexandre Angélique de Talleyrand-Périgord, arzobispo de Reims, asistido por César-Guillaume de La Luzerne, obispo de Langres, y por Louis-Apollinaire de la Tour du Pin-Montauban, obispo de Nancy.
Duque y par de Francia, fue elegido diputado de los Estados Generales, el 25 de marzo de 1789 por el alguacilazgo de Chalons-sur-Marne. En esta ocasión, protestó contra los decretos de la Constitución relativa al clero, firmó la Exposición de Principios y luego se exilió en el castillo de Gemert (Holanda) y Alemania. De acuerdo con el Concordato de 1801, presentó su renuncia al gobierno pastoral de su diócesis el 15 de diciembre de 1801 y regresó a Francia.
Volvió a ser par de Francia el 4 de junio de 1814. Regresó a Châlons en 1817 pero la diócesis, que había sido suprimida en 1801, no fue inmediatamente restaurada. El 28 de agosto de 1820, fue nombrado Arzobispo de Toulouse.

### Cardenalato
Durante el consistorio del 2 de diciembre de 1822, fue elevado al rango de cardenal-sacerdote por Pío VII. Recibió el capelo como cardenal el 20 de noviembre de 1823 y el título de SS. Trinità al Monte Pincio el 24 de noviembre de 1823. Participó en el cónclave de 1823 (que eligió a Léon XII) y recibió, el mismo año, el título de Duque de Clermont-Tonnerre y par de Francia.
También participó en el cónclave de 1829 (que eligió a Pío VIII).
Murió el 21 de febrero de 1830 en Toulouse. Su cuerpo está expuesto y está enterrado en el coro de la Catedral de Saint-Étienne en Toulouse (bóveda norte). Está con el cardenal Anne Louis Henri de La Fare, arzobispo de Sens, uno de los únicos supervivientes entre los miembros del episcopado del Antiguo Régimen.